# H̓
H̓ (minuscule : h̓), appelé H virgule suscrite, est une lettre latine utilisée dans l’écriture du heiltsuk.
Il s’agit de la lettre H diacritée d’une virgule suscrite.

## Représentations informatiques
Le H virgule suscrite peut être représenté avec les caractères Unicode suivants : 
- décomposé (latin de base, diacritiques) :

| formes    | représentations | chaînes de caractères | points de code | descriptions                                          |
| --------- | --------------- | --------------------- | -------------- | ----------------------------------------------------- |
| capitale  | H̓               | H◌̓                    | U+0048 U+0313  | lettre majuscule latine h diacritique virgule en chef |
| minuscule | h̓               | h◌̓                    | U+0068 U+0313  | lettre minuscule latine h diacritique virgule en chef |

## Sources
- Alphabet heiltsuk, Bella Bella Community School.